# Apogon compressus
Apogon compressus es una especie de pez de la familia de los apogónidos en el orden de los perciformes.

## Morfología
Los machos pueden alcanzar los 12 cm de longitud total.

## Distribución geográfica
Se encuentran desde Malasia hasta Palaos (Micronesia), las islas Salomón, las islas Ryukyu y la Gran Barrera de Coral.